# 承智
承智（しょうち）は、南詔の隆舜の時代に使用された元号。年代不詳。

## 概要
李崇智によると、隆舜の時代の元号には諸説があり、王応麟『玉海』及び鍾淵映『歴代建元考』では「貞明承智大同」として1つの元号として取り扱っているが、『新唐書』及び『資治通鑑』はこれを3つの元号に分割する解釈を示し、改元が3回あったとしている。